# Президент
Президент е термин от обществено-политическата сфера, означаващ председател, ръководител на организация, както и държавен глава.

## Произход на думата и общо значение
В българския език думата е внесена или от руската президент, или от немската Präsident. Но и двете водят началото си от латинската praesidēns, която е съставена от представката prae – „пре(д)“, и sedeō – „седя“. По тази причина най-точният български превод е „председател“.
„Президент“ може да се разбира и изобщо като председател, ръководител на организация – съвет, съд, съюз или друга общност.

## Държавен глава
Основното значение на български език на термина „президент“ е държавен глава на република, обикновено избиран за определен срок (мандат) пряко от избирателите, от парламента или от специално създаден орган.
В някои федеративни държави, като Германия и Австрия, държавният глава може да носи титлата „федерален президент“ (на немски: Bundespräsident – бундеспрезидент). Терминът „федерален президент“ (бундеспрезидент) в Швейцария означава председател на Бундесрата.

## В България
В България президентската институция е установена за пръв път през 1990 година по решение на Кръглата маса с изменение на Конституцията от 1971 година. Като компромис между СДС, който настоява държавният глава да се казва „председател“, и БСП, която държи на названието „президент“, е прието званието „председател (президент) на Републиката“ (избиран от парламента). С Конституцията на Република България от 1991 година е установено наименованието „президент“. Той се избира пряко от избирателите за срок от 5 години и може да бъде преизбран само за още един мандат.
Президентът представлява държавата в международните отношения, сключва международни договори, дава и възстановява българско гражданство, назначава и освобождава от длъжност висши държавни служители, упражнява право на помилване, опрощава несъбираеми държавни вземания, насрочва избори и референдуми, упражнява контрол върху законодателната дейност на Народното събрание чрез правото на отлагателно вето (правото да върне на Народното събрание приет закон за ново обсъждане).
Президентът е върховен главнокомандващ на въоръжените сили на България.

## Обръщение
В редица страни обръщението „президент“ се запазва (както в САЩ), дори и след като мандатът му е изтекъл и вече не е действащ, а е бивш президент.
По американски образец и в България към бившите президенти (Желю Желев, Петър Стоянов, Георги Първанов, Росен Плевнелиев) някои протоколно се обръщат с г-н Президент, въпреки че вече не са действащи президенти на Република България.
Същото американско протоколно правило някои прилагат и в останалата му част за обръщение към бивши премиери, министри, депутати, съдии, прокурори, кметове и т.н.